# Campeonato Sul-Americano de Voleibol Masculino Sub-19 de 2008
O  Campeonato Sul-Americano de Voleibol Masculino Sub-19  de 2008  ou  a décima – sexta edição do Campeonato Sul-Americano Infanto-Juvenil, realizada bienalmente, foi a competição disputada por seleções sul-americanas, cuja entidade organizadora é a  Confederação Sul-Americana de Voleibol , sediado na cidade de Poços de Caldas ,  edição vencida pela Seleção Argentina, além do título inédito garantiu juntamente com a representação brasileira (vice-campeão)  a qualificação para o Mundial Infanto-Juvenil de 2009 na Itália; o prêmio de Melhor Jogador  (MVP) do campeonato continental foi o ponteiro brasileiro Ary Neto.

## Seleções participantes
As seguintes seleções confirmaram participação no Campeonato Sul-Americano Infanto-Juvenil de 2008:
| Equipe    | Última participação |
| --------- | ------------------- |
| Brasil    | Sede e 1º em 2006   |
| Argentina | 2º em 2006          |
| Chile     | 4º em 2006          |
| Colômbia  | 3º em 2004          |
| Paraguai  | 7º em 2006          |
| Peru      | 8º em 2006          |
| Uruguai   | 5º em 2006          |
| Venezuela | 3º em 2006          |

## Fase classificatória
Classificação
- Local: Ginásio Poliesportivo de Poços de Calda, Poços de Caldas-Minas Gerais

### Grupo A
|     |         |     | Jogos | Jogos | Jogos | Resultados | Resultados | Resultados | Resultados | Resultados | Resultados | Sets | Sets | Sets  | Pontos | Pontos | Pontos |
| Pos | Equipe  | Pts | T     | V     | D     | 3–0        | 3–1        | 3–2        | 2–3        | 1–3        | 0–3        | V    | P    | R     | V      | P      | R      |
| --- | ------- | --- | ----- | ----- | ----- | ---------- | ---------- | ---------- | ---------- | ---------- | ---------- | ---- | ---- | ----- | ------ | ------ | ------ |
| 1   | Brasil  | 9   | 3     | 3     | 0     | 3          | 0          | 0          | 0          | 0          | 0          | 9    | 0    | MAX   | 226    | 147    | 1.537  |
| 2   | Chile   | 6   | 3     | 2     | 1     | 2          | 0          | 0          | 0          | 0          | 1          | 6    | 3    | 2,000 | 212    | 156    | 1.359  |
| 3   | Peru    | 2   | 3     | 1     | 2     | 0          | 0          | 1          | 0          | 0          | 2          | 3    | 8    | 0.375 | 210    | 255    | 0.824  |
| 4   | Uruguai | 1   | 5     | 0     | 5     | 0          | 0          | 0          | 1          | 0          | 4          | 2    | 15   | 0.133 | 171    | 264    | 0.648  |

Resultados
| Data   | Hora  |           | Placar |         | Set 1 | Set 2 | Set 3 | Set 4 | Set 5 | Total  | Relatório |
| ------ | ----- | --------- | ------ | ------- | ----- | ----- | ----- | ----- | ----- | ------ | --------- |
| 15 out | 09:00 | 'Chile '  | 3–0    | Uruguai | 25–10 | 25–10 | 25–18 |       |       | 75–38  | 75–38     |
| 15 out | 18:30 | 'Brasil ' | 3–0    | Peru    | 25–21 | 25–14 | 25–19 |       |       | 75–54  | 75–54     |
| 16 out | 11:00 | 'Chile '  | 3–0    | Peru    | 25–11 | 25–20 | 25–11 |       |       | 75–42  | 75–42     |
| 16 out | 18:30 | 'Brasil ' | 3–0    | Uruguai | 25–12 | 25–7  | 25–9  |       |       | 75–28  | 75–28     |
| 17 out | 09:00 | 'Peru '   | 3–2    | Uruguai | 25–16 | 23–25 | 25–19 | 19-25 | 22-20 | 114–60 | 114–105   |
| 17 out | 18:30 | 'Brasil ' | 3–0    | Chile   | 25–20 | 26–24 | 25–18 |       |       | 76–62  | 76–62     |

### Grupo B
|     |           |     | Jogos | Jogos | Jogos | Resultados | Resultados | Resultados | Resultados | Resultados | Resultados | Sets | Sets | Sets  | Pontos | Pontos | Pontos |
| Pos | Equipe    | Pts | T     | V     | D     | 3–0        | 3–1        | 3–2        | 2–3        | 1–3        | 0–3        | V    | P    | R     | V      | P      | R      |
| --- | --------- | --- | ----- | ----- | ----- | ---------- | ---------- | ---------- | ---------- | ---------- | ---------- | ---- | ---- | ----- | ------ | ------ | ------ |
| 1   | Argentina | 8   | 3     | 3     | 0     | 2          | 0          | 1          | 0          | 0          | 0          | 9    | 2    | 4.500 | 258    | 108    | 2.389  |
| 2   | Venezuela | 7   | 6     | 2     | 4     | 2          | 0          | 0          | 1          | 0          | 3          | 8    | 12   | 0.667 | 251    | 205    | 1.224  |
| 3   | Colômbia  | 3   | 3     | 1     | 2     | 1          | 0          | 0          | 0          | 0          | 2          | 3    | 6    | 0.500 | 183    | 206    | 0.888  |
| 4   | Paraguai  | 0   | 3     | 0     | 3     | 0          | 0          | 0          | 0          | 0          | 3          | 0    | 9    | 0,000 | 132    | 225    | 0.587  |

Resultados
| Data   | Hora  |              | Placar |           | Set 1 | Set 2 | Set 3 | Set 4 | Set 5 | Total  | Relatório |
| ------ | ----- | ------------ | ------ | --------- | ----- | ----- | ----- | ----- | ----- | ------ | --------- |
| 15 out | 11:00 | 'Venezuela ' | 3–0    | Paraguai  | 25–11 | 25–15 | 25–17 |       |       | 75–43  | 75–43     |
| 15 out | 16:30 | 'Argentina ' | 3–0    | Colômbia  | 25–21 | 25–14 | 25–19 |       |       | 75–54  | 75–54     |
| 16 out | 09:00 | 'Venezuela ' | 3–0    | Colômbia  | 25–19 | 25–13 | 25–22 |       |       | 75–54  | 75–54     |
| 16 out | 16:30 | 'Argentina ' | 3–0    | Paraguai  | 25–10 | 25–12 | 25–11 |       |       | 75–33  | 75–33     |
| 17 out | 11:00 | 'Colômbia '  | 3–0    | Paraguai  | 25–13 | 23–11 | 25–22 |       |       | 73–46  | 75–56     |
| 17 out | 16:30 | 'Argentina ' | 3–2    | Venezuela | 25–19 | 26–24 | 20–25 | 22-25 | 15-8  | 108–68 | 108-101   |

## Fase final

### Classificação do 5º ao 8º lugares
Resultados
| Data   | Hora  |             | Placar |          | Set 1 | Set 2 | Set 3 | Set 4 | Set 5 | Total | Relatório |
| ------ | ----- | ----------- | ------ | -------- | ----- | ----- | ----- | ----- | ----- | ----- | --------- |
| 18 out | 11:00 | 'Peru '     | 3–1    | Paraguai | 20–25 | 25–22 | 25–20 | 25-20 |       | 95–67 | 95–87     |
| 18 out | 13:30 | 'Colômbia ' | 3–0    | Uruguai  | 25–16 | 25–23 | 25–12 |       |       | 75–51 | 75–51     |

### Semifinais
Resultados
| Data   | Hora  |              | Placar |           | Set 1 | Set 2 | Set 3 | Set 4 | Set 5 | Total | Relatório |
| ------ | ----- | ------------ | ------ | --------- | ----- | ----- | ----- | ----- | ----- | ----- | --------- |
| 18 out | 16:00 | 'Argentina ' | 3–1    | Chile     | 18–25 | 26–24 | 25–16 | 25-21 |       | 94–65 | 94–86     |
| 18 out | 18:30 | 'Brasil '    | 3–0    | Venezuela | 25–16 | 25–18 | 28–26 |       |       | 78–60 | 78–60     |

### Sétimo lugar
Resultados
| Data   | Hora  |            | Placar |          | Set 1 | Set 2 | Set 3 | Set 4 | Set 5 | Total  | Relatório |
| ------ | ----- | ---------- | ------ | -------- | ----- | ----- | ----- | ----- | ----- | ------ | --------- |
| 19 out | 11:00 | 'Uruguai ' | 3–2    | Paraguai | 14–25 | 25–18 | 24–26 | 25-22 | 15-11 | 103–69 | 103–102   |

### Quinto lugar
Resultados
| Data   | Hora  |             | Placar |      | Set 1 | Set 2 | Set 3 | Set 4 | Set 5 | Total | Relatório |
| ------ | ----- | ----------- | ------ | ---- | ----- | ----- | ----- | ----- | ----- | ----- | --------- |
| 19 out | 13:30 | 'Colômbia ' | 3–0    | Peru | 25–19 | 25–14 | 25–18 |       |       | 75–51 | 75–51     |

### Terceiro lugar
Resultados
| Data   | Hora  |              | Placar |       | Set 1 | Set 2 | Set 3 | Set 4 | Set 5 | Total | Relatório |
| ------ | ----- | ------------ | ------ | ----- | ----- | ----- | ----- | ----- | ----- | ----- | --------- |
| 19 out | 16:00 | 'Venezuela ' | 3–0    | Chile | 25–19 | 25–19 | 25–23 |       |       | 75–61 | 75–61     |

### Final
Resultados
| Data   | Hora  |        | Placar |              | Set 1 | Set 2 | Set 3 | Set 4 | Set 5 | Total | Relatório |
| ------ | ----- | ------ | ------ | ------------ | ----- | ----- | ----- | ----- | ----- | ----- | --------- |
| 19 out | 18:30 | Brasil | 1–3    | ' Argentina' | 25–15 | 16–25 | 22–25 | 12-25 |       | 75–65 | 75–90     |

## Classificação final
| Posição | Equipe    |
| ------- | --------- |
| 1       | Argentina |
| 2       | Brasil    |
| 3       | Venezuela |
| 4       | Chile     |
| 5       | Colômbia  |
| 6       | Peru      |
| 7       | Uruguai   |
| 8       | Paraguai  |

|  | Qualificados para o Mundial Infanto-Juvenil de 2009 |

## Prêmios individuais
| MVP (Most Valuable Player) | Ary Neto              | Brasil    |
| Melhor Atacante            | José Pérez            | Venezuela |
| Melhor Pontuador           | Kervin Martin Piñerua | Venezuela |
| Melhor Bloqueador          | Sebastián Solé        | Argentina |
| Melhor Sacador             | Eykman Nunes Silva    | Brasil    |
| Melhor Levantador          | Juan Ignacio Finoli   | Argentina |
| Melhor Líbero              | Facundo Hehn          | Argentina |
| Melhor Defensor            | Víctor Ruiz           | Colômbia  |
| Melhor Receptor            | Ary Neto              | Brasil    |